# Милица Павков Хрвојевић
Милица Павков Хрвојевић (Нови Сад, 1972) српски је универзитетски професор. Она је професор Природно-математичког факултета Универзитета у Новом Саду.

## Биографија
Дипломирала је на Природно-математичком факултету Универзитета у Новом Саду 1995. године. Одбранила је магистарску тезу на Физичком факултету у Београду 1999. године и стекла је назив доктора наука на Природно-математичком факултету у Новом Саду 2002. године. Звање ванредног професора стекла је 2008. на Департману за физику где предаје следеће предмете: Увод у теоријску физику, Изабрана поглавља из механике и електродинамике, Теорија релативности, Моделирање глобалних промена, Практичан рад из механике континуума у метеорологији. Од 2013. је у звању редовног професора за ужу научну област Теоријска физика кондензованог стања материје на ПМФ-у, Универзитет у Новом Саду.
Била је Продекан за међународну сарадњу, науку и развој од октобра 2009. године. Пре тога је била на месту помоћника директора Департмана за физику задуженог за науку и међународну сарадњу.
У јулу 1995. године, била је на истраживачком и студијском боравку на Универзитету Илиној у Чикагу на Департману за биофизику. Године 2005. присуствовала је годишњем Скупу Нобеловаца који се одржава сваке године у Линдау у Немачкој. Провела је један месец специјализације у Оксфорду на Департману за физику, Катедра за теоријску физику кондензоване материје. У јулу 2005. и у јулу 2009. године, посетила је Међународни центар за теоријску физику Абдус Салам у Трсту. Члан је Друштва физичара Србије и Републичке комисије за такмичења основних и средњих школа. Говори српски (матерњи), енглески, немачки и руски језик.